# Cattedrale di Mokvi
La cattedrale della Dormizione (in georgiano მოქვის ეკლესია?) è una cattedrale ortodossa del distretto di Ochamchire, nella repubblica autonoma di Abcasia, ufficialmente facente parte della Georgia. Si trova nel piccolo villaggio di Mokvi. È tra le più antiche chiese della regione.

## Storia
La cattedrale fu costruita per volere del re Leone III d'Abcasia tra il 957 ed il 967. Tra l'XI ed il XII secolo la parte interna dell'edificio fu decorata da numerosi affreschi. Nel 1300 nella cattedrale furono scritti i cosiddetti "Vangeli di Mokvi", oggi conservati presso il centro nazionale georgiano dei manoscritti di Tbilisi. Nel 1640 l'edificio ospitò una delegazione di diplomatici e religiosi russi andati a venerare alcune reliquie. Sul finire del XVII secolo la cattedrale cadde in stato di abbandono. Solo a metà del XIX secolo furono avviati lavori di restauro. In questo periodo divenne luogo di sepoltura per i capi militari dell'Abcasia, nonché per i principi della famiglia Shervashidze, Michele e Giorgio. Dal 2002 la cattedrale è tornata ad ospitare cerimonie religiose. È stata recentemente restaurata.

## Vangeli di Mokvi

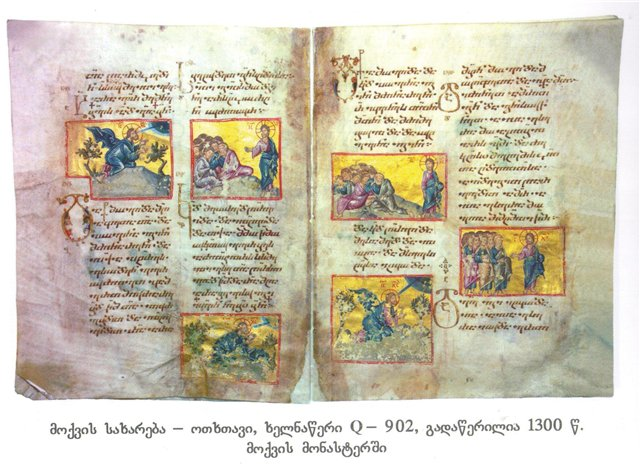
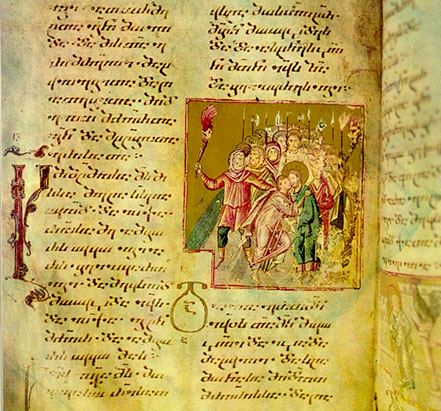
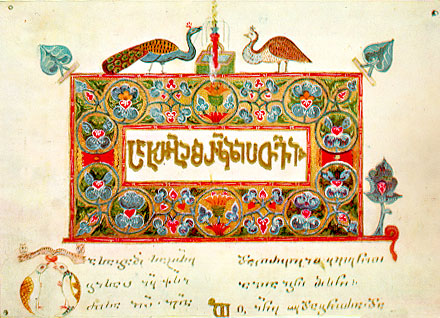